# Euryusa coarctata
Euryusa coarctata är en skalbaggsart som beskrevs av Johann Christian Friedrich Märkel 1844. Euryusa coarctata ingår i släktet Euryusa, och familjen kortvingar. Enligt den svenska rödlistan är arten sårbar i Sverige. Arten förekommer i Götaland och Svealand. Artens livsmiljö är skogslandskap, jordbrukslandskap.